# Kilmington (Devon)
Pour les articles homonymes, voir Kilmington.
Kilmington est un village et une paroisse civile du Devon, situé dans l'Angleterre du Sud-Ouest.